# Шопурка
Шопу́рка — річка в Українських Карпатах, у межах Рахівського району Закарпатської області. Права притока Тиси (басейн Дунаю).

## Опис
Довжина Шопурки 13 км (разом з Малою Шопуркою — 41 км), площа водозбору 283 км². Річка гірського типу. Ширина басейну 8—10 км, крутизна схилів 20—40°, падіння річки 26 м/км. Швидкість течії у межень 2—3 м/с. Середні витрати 8,9 м куб/с.

## Розташування
Утворюється від злиття Малої Шопурки і Середньої Ріки, які беруть початок на південно-західних схилах масиву Свидовець, на висоті бл. 1580 метрів. Вони течуть паралельно річці Косівській по вузьких глибоких долинах, схили яких майже повністю покриті лісом.
На річці розташовані смт Кобилецька Поляна і Великий Бичків.
На правому березі річки розташований лісовий заказник «Діброва».

## Гідроенергетика
У листопаді 2019 року стало відомо, що у смт Великий Бичків Закарпатської області планують відновити заморожене будівництво каскаду семи малих гідроелектростанцій на річці Шопурка. Всього на 13-ти кілометрах гірської притоки Тиси інвестори збираються побудувати 9 мініГЕС.